# بنانة مرفق

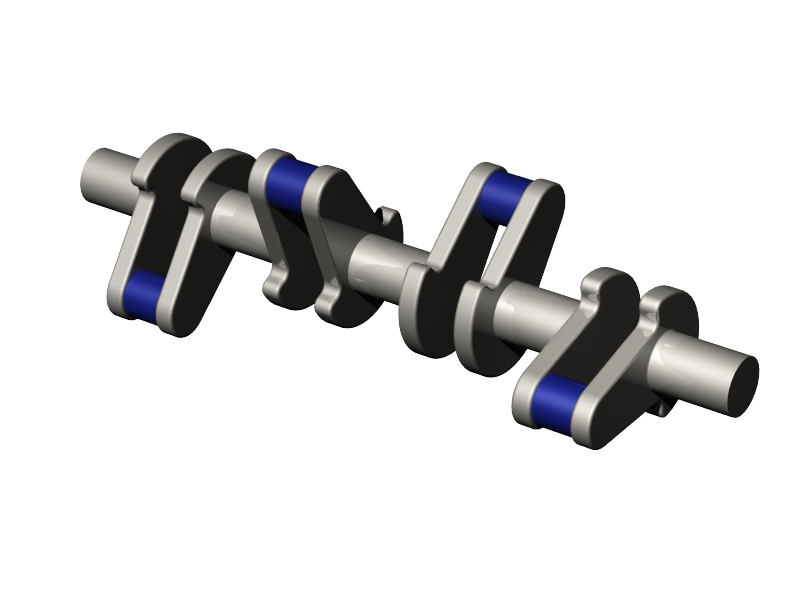
بنانات مرافق معلمة بالأزرق

بنانة المِرفق و جهاز ميكانيكي في المحرك المتردد يربط العمود المرفقي بذراع التوصيل لكل أسطوانة. إنه ذو سطح أسطواني للسماح للعمود المرفقي بالدوران بالنسبة إلى "الطرف الكبير" بذراع التوصيل.   
التشكيل الأكثر شيوعًا هو أن يخدم العمود المرفقي أسطوانة واحدة. ومع ذلك فإن العديد من محركات V تُشرك كل بنانة مرفق مع كل زوج من الأسطوانات.